# Spioner är vi allihopa
Spioner är vi allihopa, originalets titel Spies Like Us, är en amerikansk komedifilm från 1985, regisserad av John Landis.

## Handling
Chevy Chase och Dan Aykroyd spelar huvudrollerna som två nybörjaragenter, Emmett Fitz-Hume respektive Austin Millbarge, som tränas och skickas på uppdrag till Sovjetunionen.

## Rollista (urval)
- Chevy Chase - Emmett Fitz-Hume
- Dan Aykroyd - Austin Millbarge
- Steve Forrest - general Sline
- Donna Dixon - Karen Boyer
- Bruce Davison - Ruby
- Bernie Casey - överste Rhumbus
- William Prince - Keyes
- Tom Hatten - general Miegs
- Frank Oz - testövervakare
- Charles McKeown - Jerry Hadley
- James Daughton - Bob Hodges
- Jim Staahl - Bud Schnelker
- Terry Gilliam - Dr. Imhaus
- Bob Hope - golfare